# Heaton Wrenn
Heaton Luse Wrenn (San Francisco, Kalifornia, 1900. január 18. – Honolulu,   Hawaii, 1978. január 16.) olimpiai bajnok amerikai rögbijátékos.
Az 1920. évi nyári olimpiai játékokon az amerikai rögbicsapatban játszott és olimpiai bajnok lett.